# Crybaby (Tegan and Sara)
Crybaby è il decimo album in studio del duo musicale canadese Tegan and Sara, pubblicato nel 2022.

## Tracce
1. I Can't Grow Up – 3:20
2. All I Wanted – 3:17
3. Fucking Up What Matters – 2:52
4. Yellow – 3:48
5. Smoking Weed Alone – 3:11
6. Faded Like a Feeling – 3:22
7. I'm Okay – 3:21
8. Pretty Shitty Time – 3:29
9. Under My Control – 3:14
10. This Ain't Going Well – 2:58
11. Sometimes I See Stars – 3:32
12. Whatever That Was – 3:40

## Formazione
- Tegan Quin – voce, chitarra
- Sara Quin – voce, chitarra, tastiera, sampling
- John Congleton – basso, programmazioni, chitarra, tastiera
- Joey Waronker – batteria, percussioni
- Luke Reynolds – basso, chitarra, tastiera